# Red ferroviaria exprés regional de Lieja
La red ferroviaria exprés regional de Lieja (abreviada S-Trein) es una red de cercanías ferroviarias belgas que da servicio a la ciudad valona de Lieja y a la provincia de Lieja. La red es explotada y mantenida por la Sociedad Nacional de los Ferrocarriles Belgas o SNCB. Actualmente, se encuentran en servicio cuatro líneas:    y .
La red proviene de la reorganización, reestructuración y unificación de las líneas conocidas como "lignes L" u "omnibus" y de las líneas denominadas "líneas P" o "heure de pointe" de la SNCB.
De las 35 estaciones actuales, en una paran las cuatro líneas, en tres paran tres líneas y en 5 hay dos líneas con parada.

## Historia
Tras la implementación de la red S-Trein Bruselas, SNCB comenzó a trabajar en la extensión del sistema a otras ciudades belgas, entre las cuales se encuentra Lieja. Por ello, el 3 de septiembre de 2018, se inauguró la red, con 4 líneas iniciales.

## Explotación
El primer tren sale desde la estación de Liège-Guillemins a las 05:36. Es un tren de la línea  hacia Waremme. El último tren llega a la estación de Liège-Guillemins desde la de Maastricht a las 00:21. Forma parte de la línea . Las frecuencias de paso varían en función de la línea y la estación, dado que hay estaciones en las cuales no todos los trenes se detienen.

## La red

### Líneas
| Línea | Recorrido                                            | Inauguración            | Distancia | Duración   | Paradas |
| ----- | ---------------------------------------------------- | ----------------------- | --------- | ---------- | ------- |
|       | Herstal ↔ Verviers-Central↔ Aachen HBF               | 3 de septiembre de 2018 | 31,3 km   | 46 min     | 12      |
|       | Liers — Liège—Guillemins ↔ Flémalle-Haute            | 3 de septiembre de 2018 | 25,7 km   | 44 min     | 9       |
|       | Maastricht ↔ Liège—Guillemins — Hasselt              | 3 de septiembre de 2018 | 83,8 km   | 1 h 34 min | 16      |
|       | Landen — Waremme ↔ Liège—Guillemins — Flémalle-Haute | 3 de septiembre de 2018 | 40,2 km   | 59 min     | 13      |

### Estaciones
| Estaciones principales                                              | Intercambiadores principales                                                                                               | Estaciones secundarias | Estaciones secundarias                                                                                      |
| ------------------------------------------------------------------- | --- | --- | --- |
| - Liège—Carré - Liège—Guillemins - Liège—Saint-Lambert - Maastricht | - Angleur - Ans - Flémalle-Haute - Hasselt - Herstal - Liers - Milmort - Pepinster - Tongeren - Verviers-Central - Waremme | - Bierset-Awans - Bilzen - Bleret - Bressoux - Chaudfontaine - Chênée - Diepenbeek - Eijsden - Fexhe-le-Haut-Clocher - Fraipont | - Glons - Maastricht—Randwyck - Momalle - Nessonvaux - Ougrée - Remicourt - Seraing - Trooz - Visé - Voroux |

### Trenes L
Estas líneas pertenecen a la antigua organización de la SNCB. Concretamente, son las únicas tres líneas de la zona de Lieja que no han sido transformadas en líneas "S".
| L 01 Liège—Guillemins Sclessin Pont-de-Seraing Flémalle-Grande Leman Flémalle-Haute Zona 2 \| Zona 1 Engis Haute-Flône Amay Ampsin Huy Statte Zona 3 \| Zona 2 Bas-Oha Andenne Château-de-Seilles Sclaigneaux Namêche Marche-les-Dames Namur | L 09 Aachen Zona 2 \| Zona 3 Hengrach Hergenrath Welkenraedt Dolhain-Gileppe Verviers-Palais Verviers-Central Pepinster Pepinster-Cité Juslenville Theux Franchimont Spa Spa-Géronstère | L 15 Liers Milmort Herstal Liège—Saint-Lambert Liège—Carré Liège—Guillemins Angleur Tilff Zona 2 \| Zona 1 Méry Hony Esneux Poulseur Rivage Comblain-la-Tour Hamoir Zona 3 \| Zona 2 Bornal Sy Barvaux Melreux-Hotton Marche-en-Famenne Marloie |

## Características técnicas
La red de S-Trein Liège es una adaptación de los trenes "L" y "P" de principios del siglo XXI. Se les colocó la "S", a modo del S-Bahn alemán, para diferenciarlos y crear una imagen atractiva para los visitantes y más organizada para los usuarios habituales. La "S" proviene del francés suburbaine o del inglés suburban, ambos significando "suburbano".

## Tarificación
Existen varios tipos de billetes válidos en la red S-trein Liège:
| Billete           | Descripción                                                       | Variantes | Precio               | Zonas |
| ----------------- | ----------------------------------------------------------------- | --------- | -------------------- | ----- |
| City Pass Liège   | Pase ilimitado válido en: - S-Trein - Autobuses de Lieja          | 24 h      | 6€                   | 1     |
| City Pass Liège   | Pase ilimitado válido en: - S-Trein - Autobuses de Lieja          | 1 mois    | 25€ / 50€            | 1     |
| City Pass Liège   | Pase ilimitado válido en: - S-Trein - Autobuses de Lieja          | 12 mois   | 250€ / 500€          | 1     |
| Abonnement Trajet | Abono válido para realizar el mismo viaje (ida y vuelta) cada día | 1 mois    | depende del trayecto | 1-2-3 |
| Abonnement Trajet | Abono válido para realizar el mismo viaje (ida y vuelta) cada día | 3 mois    | depende del trayecto | 1-2-3 |
| Abonnement Trajet | Abono válido para realizar el mismo viaje (ida y vuelta) cada día | 12 mois   | depende del trayecto | 1-2-3 |
| Billet Standard   | Billete simple ocasional (ida o ida y vuelta)                     | 1ª clase  | depende del trayecto | 1-2-3 |
| Billet Standard   | Billete simple ocasional (ida o ida y vuelta)                     | 2ª clase  | depende del trayecto | 1-2-3 |

Además, por cada billete de InterCity (IC), se puede viajar entre todas las estaciones de la zona 1 antes o después de dicho viaje.

## Futuro
No hay previstas actuaciones futuras aunque es posible que las líneas "L" que perduran en la red sean transformadas en líneas "S".